# Quintanabureba
Quintanabureba település Spanyolországban, Burgos tartományban. Quintanabureba Aguilar de Bureba, Salinillas de Bureba, Piérnigas és Los Barrios de Bureba községekkel határos. Lakosainak száma 31 fő (2024).

## Népesség
A település népessége az utóbbi években az alábbiak szerint változott:
| Lakosok száma | 49   | 39   | 33   | 38   | 37   | 32   | 30   | 27   | 30   | 31   |
|               | 2001 | 2004 | 2006 | 2009 | 2011 | 2014 | 2016 | 2019 | 2021 | 2024 |